# Скажите ей, что я её люблю
«Скажите ей, что я её люблю» (фр. Dites-lui que je l'aime) — мелодраматический триллер французского режиссёра Клода Миллера. Фильм номинировался на премию «Сезар» в шести категориях: лучший актёр (Жерар Депардьё), лучшая актриса (Миу-Миу), лучшая режиссура, лучшая работа оператора, лучшая работа художника-постановщика, лучший звук.

## Сюжет
Сюжет фильма построен на основе романа американской писательницы Патриции Хайсмит «Этот сладкий недуг» (англ. This Sweet Sickness). 
Дави́д Мартино́ — бухгалтер. Каждую пятницу уезжает из города, якобы навестить родную мать. На самом деле его родители давно умерли, а он посвящает каждый уик-энд мыслям о женщине, которую знает с юности — о Лиз Дютийе. Но Лиз замужем за другим человеком, у неё есть сын. Однако Давид преследует её, пишет ей любовные письма, считает, что они созданы друг для друга, сходит с ума от любви.
Меня интересовало описание безумной любви, отказывающейся признать реальное положение вещей. Зритель может сказать, что этот человек болен, что он опасный псих.Я лично думаю, напротив, что все на свете такие же люди и что подобный любовный бред должен вызвать у зрителя состояние бессознательного и глубокого сопереживания
— Клод Миллер
Основное действие фильма разворачивается в Савойе.

## В ролях
- Жерар Депардьё — Давид Мартино
- Доминик Лаффен — Лиз Дютийе
- Миу-Миу — Жюльетт
- Кристиан Клавье — Франсуа
- Клод Пьеплу — господин Шуэн
- Жозиан Баласко — Надин
- Жак Дени — Жерар Дютийе

## Отзывы и критика
«Вместо мотива уважения другой индивидуальности и признания суверенности личной жизни иного человека тут возникает контртема: невнимание, забвение и даже презрение по отношению к интересам ближних и дальних людей,» — пишет Сергей Кудрявцев в книге «3500 кинорецензий». Давид Мартино пренебрегает реальными отношениями с Жюльетт, целиком отдаваясь воображаемой любви к Лиз.